# Rebecca James (ciclista)
Rebecca Angharad James –conocida como Becky James– (Abergavenny, 29 de noviembre de 1991) es una deportista británica que compite en ciclismo en la modalidad de pista, especialista en las pruebas de velocidad y keirin. Es bicampeona mundial y dos veces subcampeona olímpica.
Participó en los Juegos Olímpicos de Río de Janeiro 2016, obteniendo dos medallas de plata, en las pruebas de velocidad individual y keirin.
Ganó siete medallas en el Campeonato Mundial de Ciclismo en Pista entre los años 2013 y 2016, y una medalla de bronce en el Campeonato Europeo de Ciclismo en Pista de 2013.
Está casada con el jugador de rugby George North.

## Medallero internacional
| Juegos Olímpicos   | Juegos Olímpicos          | Juegos Olímpicos  | Juegos Olímpicos      |
| Año                | Lugar                     | Medalla           | Competición           |
| ------------------ | ------------------------- | ----------------- | --------------------- |
| 2016               | Río de Janeiro ( Brasil)  | Medalla de plata  | Velocidad individual  |
| 2016               | Río de Janeiro ( Brasil)  | Medalla de plata  | Keirin                |
| Campeonato Mundial |                           |                   |                       |
| Año                | Lugar                     | Medalla           | Competición           |
| 2013               | Minsk ( Bielorrusia)      | Medalla de oro    | Velocidad individual  |
| 2013               | Minsk ( Bielorrusia)      | Medalla de oro    | Keirin                |
| 2013               | Minsk ( Bielorrusia)      | Medalla de bronce | Velocidad por equipos |
| 2013               | Minsk ( Bielorrusia)      | Medalla de bronce | 500 m contrarreloj    |
| 2014               | Cali ( Colombia)          | Medalla de bronce | Velocidad por equipos |
| 2014               | Cali ( Colombia)          | Medalla de bronce | Keirin                |
| 2016               | Londres ( Reino Unido)    | Medalla de bronce | Keirin                |
| Campeonato Europeo |                           |                   |                       |
| Año                | Lugar                     | Medalla           | Competición           |
| 2013               | Apeldoorn ( Países Bajos) | Medalla de bronce | Velocidad por equipos |